# Józef Kowalczyk (1936–2016)
Józef Kowalczyk (ur. 2 marca 1936 w Borysławiu, zm. 21 października 2016 w Skierniewicach) – polski działacz partyjny i państwowy, naczelnik Szczecinka (1976–1986/8), prezydent Skierniewic (1989–1990).

## Życiorys
Pochodził z okolic Lipiec Reymontowskich. Ukończył Państwowe Męskie Gimnazjum Mechaniczne w Skierniewicach, później także szkołę pomaturalną, zaoczne studia z administracji i studia w Rumunii. Po ukończeniu szkoły rozpoczął pracę w Państwowych Ośrodkach Mechanicznych w Okonku i Szczecinku. Wstąpił do Polskiej Zjednoczonej Partii Robotniczej, był instruktorem ds. szkoleń Komitetu Miejskiego PZPR w Szczecinku. Zajmował stanowisko dyrektora Przedsiębiorstwa Sprzętowo-Transportowe Budownictwa Rolniczego i Zakładach Przemysłu Tłuszczowego w Szczecinku.
Od 1 kwietnia 1976 do 1986 lub 1988 był naczelnikiem Szczecinka. Podczas jego kadencji miasto podpisało umowę o współpracy partnerskiej z francuskim Noyelles-sous-Lens oraz rywalizowało z Oławą w telewizyjnym Turnieju Miast. Zrezygnował ze stanowiska ze względu na stan zdrowia. W 1989 został prezydentem Skierniewic, zajmował stanowisko do 1990. W III RP przez kilka lat zajmował stanowisko wiceprezydenta Skierniewic, następnie przeszedł na rentę.
Miał syna Krzysztofa, z wykształcenia romanistę. 26 października 2016 pochowany na Miejskim Cmentarzu Komunalnym w Skierniewicach.